# وینیوسورسن
شهر وینیوسورسن (به فرانسوی: وینیوسورسن) در شهرستان اسون در ناحیه ایل-دو-فرانس با جمعیت ۲۶٬۳۳۳ نفر در کشور فرانسه واقع شده‌است.